# Sebastián Romero (músico)
Sebastián Romero, también como Romeo, (fl. 1636-1649) fue un músico español, maestro de capilla de la Catedral de Zaragoza.

## Vida
No existe apenas información de este maestro antes de su llegada a Zaragoza, a excepción del hecho de procedía de Tafalla cuando lo nombraron maestro de capilla en la Catedral de Tarazona. Su actividad en Tarazona está demostrada entre 1621 y 1623, y 1631 y 1635, aunque probablemente ejerciera la maestría de 1621 a 1635.

### Oposiciones al puesto de maestro de capilla de la Catedral de Zaragoza
El cabildo tardo un año en ocupar el cargo de maestro de capilla tras el fallecimiento de Gaspar Cueto por razones desconocidas. No se sabe como se realizaron las responsabilidades durante este tiempo. El antiguo maestro Francisco de Silos no pudo haber realizado el trabajo, achacoso y anciano. Pero, la capilla parece haber funcionado lo suficientemente bien para que en junio de 1636 el cabildo la felicitara por su labor durante la fiesta y la octava del Corpus Christi.
El cabildo publicó los edictos para oposición al magisterio de capilla el 22 de septiembre de 1636, en el que daban tiempo hasta noviembre para que los músicos se presentasen. Se definieron tres examinadores, Francisco Salazar, Jusepe Ximénez y el maestro de capilla de el Pilar.

Díjose que mañana se cumplen los edictos de maestro de capilla, tratóse de nombrar examinadores. Nombráronse a Salazar, Ximénez, y el maestro de capilla del Pilar, y esto reservándose  el Cabildo facultad de nombrar otros y disponer sobre esta materia como más convenga y para esto se prorrogó el cabildo.
Actas del cabildo de la Catedral de Zaragoza, 14 de noviembre de 1636

Las oposiciones duraron siete días, hasta el 26 de noviembre de 1636, cuando se anunció el resultado:

Que a los opositores al magisterio, de los 5, a los cuatro (que es fuerza queden sin él), se les dé de ayuda de costa de sus viajes cada veinticinco escudos.
Llamaron a los opositores que entrasen a informar de su justicia. Entró el primero Miguel de Aguilar, Maestro de Huesca; entró en  segundo lugar Pedro Ximénez de Luna, Maestro de Santo Domingo de la Calzada. Entró después Juan Francisco Balán, Maestro de Santa  María de Calatayud; en cuarto lugar entró José Rada, Maestro de Teruel; el último entró Sebastián  Romero, Maestro de Capilla de Tarazona. Hizo cada uno de por sí relación de sus estudios y progresos en ellos.
Llamáronse los examinadores cada uno de por sí y entró el  Maestro del Pilar, el cual dijo que traía por escrito el juicio que había hecho con los demás examinadores, y así pareció que entrasen todos juntos, pues habían confabulado el parecer con todos; leyeron los examinadores su parecer graduando los opositores y pasóse a proveer por habas como es costumbre.
Quedó electo el Maestro Sebastián Romeo, maestro de Tarazona; entró y díjole cómo quedaba electo. Representósele su obligación. Juró los Estatutos y lo que a su oficio toca como es costumbre.
Actas del cabildo de la Catedral de Zaragoza, 26 de noviembre de 1636

### Problemas de la capilla con la Inquisición
En 1638 Romero tuvo un curioso problema con la Inquisición. Comenzó porque «los cantores de La Seo no acudieron a cantar las completas del Sábado Santo de aquel abril de 1638 al monasterio de Santa Engracia, a lo que tenían derecho el Inquisidor y los oficiales del Santo Tribunal del Santo Oficio». Los inquisidores afirmaban que tenían derecho a tal acto y los cantores por su parte afirmaban que hasta ese momento solo lo habían hecho de forma voluntaria, por amistad con el Inquisidor.
Los inquisidores llamaron a los cantores Juan Berges y mosén Mateo para darles una «severa reprensión», que acabó con la detención de los dos cantores. Tras seis días de discusiones en los que ninguna de las dos partes dio su brazo a torcer, la Inquisción decidió cambiar a los dos cantores por el maestro de capilla, Sebastián Romero, y mosén Francisco Salazar, el cantor más antiguo de La Seo. Permanecieron encerrados por dos meses.
Mientras tanto, el cabildo se movilizó en defensa de sus músicos. Escribieron al Tribunal Supremo de la Inquisición en Madrid y al Consejo de Aragón, sin éxito. También se informó al arzobispo Pedro Apaolaza, que fue muy prudente en sus acciones «particularmente tratando con la Inquisición que procede sin atendencia ni consideración a fueros ni a otras jurisdicciones, sino ejecutando instrucciones particulares que tiene.» Además, el cabildo puso a disposición de los presos dinero para su defensa y para que no les faltase nada.
La capilla por su parte decidió «que en la procesión del Corpus no se parasen en ningún puesto a cantar motetes y villancicos», es decir, que no se parasen a cantar ante las ventanas de los inquisidores y sus oficiales, como era costumbre hacerlo. La Inquisición respondió llamando a todos cantores por no haber parado a cantar ante sus ventanas. Por miedo a que fueran detenidos, el cabildo recomendó a los cantores que se sometiesen a la Manifestación, de forma que ya no estuvieran bajo la jurisdicción de la Inquisición. El único que acudió fue Juan Berges, que ya caía bajo la jurisdicción de la Inquisición por su detención anterior:

Preguntáronle por qué no se había cantado este año y quién lo había mandado; respondió que no  lo sabía, pero que como el Maestro de Capilla les solía dar los motetes otros años y éste no se los había dado por estar preso, que sería posible que por eso no se hubiese cantado.

El asunto se complicó aún más cuando intervino el Gobernador de Aragón, que propuso una solución rechazada por el cabildo. También se acudió al Justicia de Aragón, afirmó que «estaba muy
dispuesto a administrar justicia y que no se dudase de esto». A los dos meses de iniciado el conflicto había por lo menos cinco jurisdicciones en conflicto y sin visos de solución.
La solución llegó solo cuando el Gobernador exigió con firmeza que ambas partes dejasen sus diligencias judiciales, se liberase al maestro y al cantor, y los cantores se presentasen a la citación, pero que fuesen bien tratados y considerados. Finalmente la capilla realizó una acción de gracias al Cabildo y al Justicia de Aragón.

### Actividad como maestro de capilla y muerte
Entre las actividades de Romero estaba la selección y examen de voces para la capilla. Uno de los intereses de Romero fue la renovación de los libros de canto. Parece ser que hacia 1639 los libros de canto polifónico ya no se usaban. Es una indicación de la que la práctica musical se alejaba poco a poco de las formas musicales antiguas.
No hay noticias directas de la muerte de Romero. En 1649 se nombran examinadores para una nueva oposición al cargo de maestro de capilla, por lo que es de entender que el puesto estaba vacante. Cuatro años más tarde se habla de la muerte de Romero, en 1653, con ocasión del fallecimiento del maestro Correa:

[...] la posesión en que está de quedar el Cabildo con los papeles de los maestros que mueren, como se hizo con los papeles del maestro Romero, el último que murió hacía cinco o seis años.
Actas del cabildo de la Catedral de Zaragoza, 1653

## Obra
Se sabe que Romero compuso y que sus obras fueron puestas por escrito, ya que en 1658 el cabildo dio cien reales a un infante «por los salmos y música que copió del maestro Romeo».
Solo se han conservado dos obras en los archivos de La Seo:
- Pos nace a vida de os galegos, villancico de Navidad, a siete voces y bajo continuo;
- Ay, a Belén vamos, galegos, villancico de Navidad, a solo y a siete voces.